# Lago Playgreen
O lago Playgreen é um lago de água doce localizado na província de Manitoba, Canadá. 

## Descrição
Este lago ocupa uma área somente em água de 652 km², sendo a área total de 657 km², incluindo as ilhas, sendo geograficamente falando uma parte da bacia do rio Nelson. 
Sendo este lago localizado dentro das coordenadas geográficas 53° 52′ N, 98° 05′ O, é o 9º maior lago existente na província de Manitoba e está localizado ao longo do rio Nelson a cerca de 10 quilómetros a norte da extremidade norte do Lago Winnipeg. Este lago foi o primeiro lençol de água a ser mapeado pelo agrimensor, cartógrafo e comerciante de peles de origem britânica Peter Fidler em 1809. 